# Anil Kumar Bhattacharya
Anil Kumar Bhattacharya ⓘ (* 1. April 1915 in Bhatpara, Distrikt 24 Parganas, Westbengalen; † 17. Juli 1996) war ein indischer Statistiker.

## Leben
Bhattacharya studierte an der Universität Kalkutta mit dem Master-Abschluss 1938. Zu seinen Lehrern zählten Friedrich Wilhelm Levi und R. C. Bose. Danach war er Mitarbeiter von P. C. Mahalanobis am Indian Statistical Institute (ISI), das damals noch zur Universität Kalkutta gehörte. Ab 1941 lehrte er dort und zu seinen Schülern zählte unter anderem C. R. Rao. Von Ende 1943 bis 1946 war er Statistiker für die Regierung in Bihar, kehrte danach aber ans ISI zurück und wurde Professor am Presidency College und ab 1949 Leiter von deren Statistik-Abteilung. 1974 emeritierte er und lehrte dann am Ramakrishna Mission Residential College.
Er ist bekannt für seine Arbeit zur Abweichung statistischer Verteilungen voneinander, wobei er den Bhattacharya-Koeffizienten und die Bhattacharya-Distanz einführte. Mit ähnlichen Fragen befasste sich schon zuvor sein Lehrer Mahalanobis, der eine nach ihm benannte Mahalanobis-Distanz 1936 einführte.
Außerdem beschäftigte er sich mit Erweiterungen der Cramér-Rao-Ungleichung aus und der Charakterisierung bivariater Normalverteilungen.